# Битва за Фао (2003)
Битва за Фао — одна из первых военных операций США во время вторжения в Ирак, проведённая в марте 2003 года.
Целью операции был захват нефтяного района полуострова Фао, прежде чем нефтяные установки будут уничтожены иракскими вооружёнными силами.
Британская 3-я бригада специального назначения (3 Commando Brigade) также участвовала в захвате Умм-Касра, единственного глубоководного порта в Ираке. Участие в операции принимал 15-й экспедиционный отряд морской пехоты США.

## Ход сражения

### 20 марта
После нескольких дней непогоды вторжение на полуостров было назначено на 20 марта 2003 года на 22 часа по местному времени. Вертолёты и истребители-бомбардировщики ВВС США атаковали позиции противника на полуострове. 40 американских спецназовцев и морских пехотинцев высадились с бортов вертолётов, захватили три стратегические цели без потерь и взяли в плен более 200 иракских солдат.
В то же время воздушные и морские десанты обеспечили контроль над газовыми и нефтяными платформами в море. Американские и польские спецназовцы заняли нефтяные терминалы Мина Аль-Бакр и Хор Аль-Амайя.
В 22-25 началась вторая фаза операции. Под прикрытием дальнобойной артиллерии, расположенной на острове Бубиян, и огня кораблей HMS Richmond, HMS Marlborough, HMS Chatham и HMAS Anzac морские пехотинцы, при поддержке вертолётов Bell AH-1 Cobra, высадились к северу от города Эль-Фао и уничтожили иракскую артиллерию, которая могла бы угрожать нефтяным платформам.
Высадка проходила в условиях плохой видимости, усугубляемой пожарами и песком. Штабной вертолёт Boeing Vertol CH-46 Sea Knight разведки бригады США разбился в условиях потери горизонта, погибли 12 офицеров и солдат. С ухудшением видимости высадка была прервана и возобновилась лишь через 6 часов.

### 21 марта

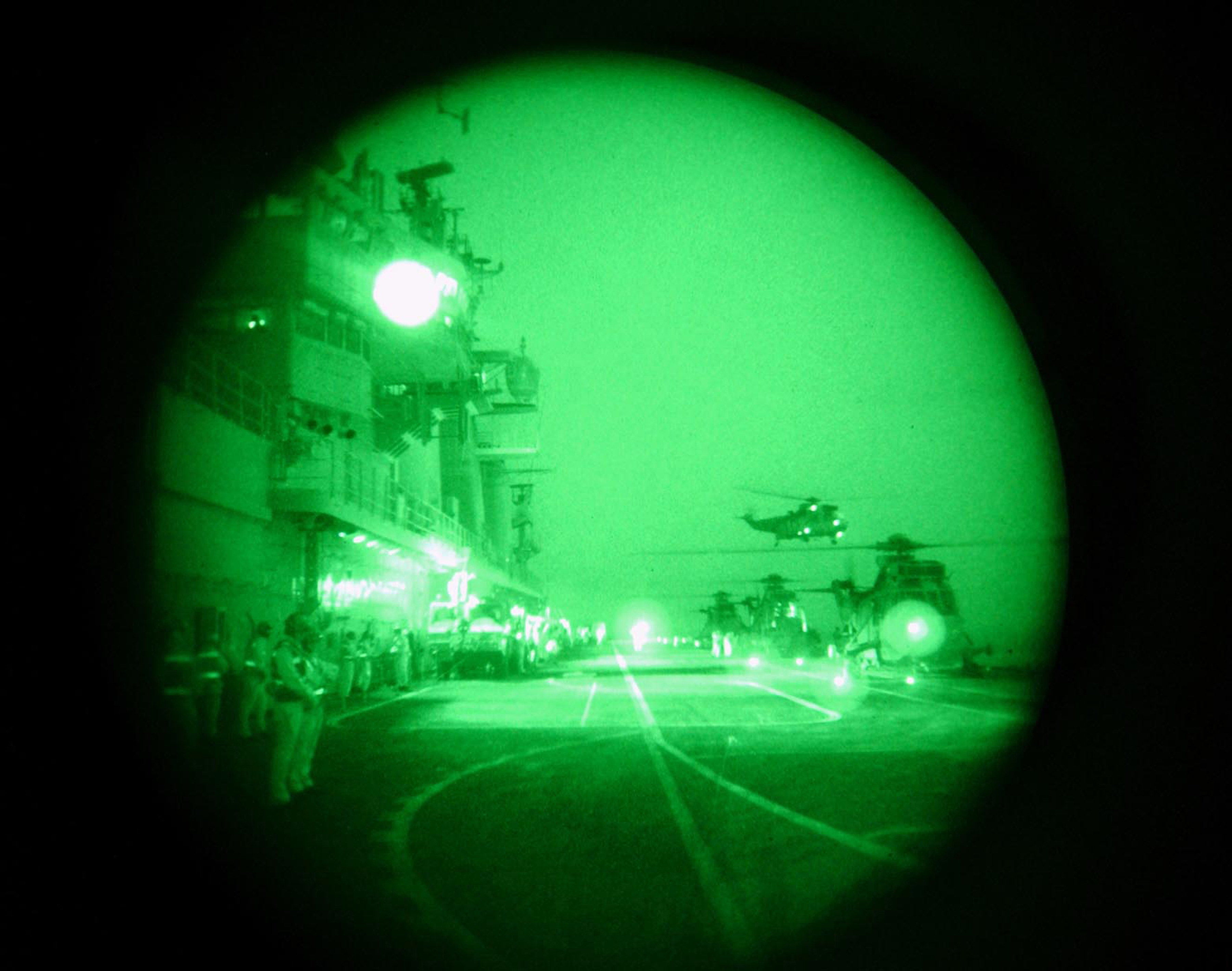
Десант поднимается с борта HMS Ark Royal для высадки на полуострове Фао, 21 марта 2003 года

Ранним утром 21 марта 15-й экспедиционный отряд США пересёк иракско-кувейтскую границу в обход Умм-Касра и захватил территорию порта и начали продвижение вдоль западного берега пролива Абдуллах. На берег были высажены британские морпехи, которые начали занимать позиции на солончаках к югу от Басры.

### 22 марта
Федаины Саддама Хусейна оказали упорное сопротивление в районе Умм-Касра. Два вертолёта ВМС Boeing Vertol CH-46 Sea Knight столкнулись, погибли 7 человек.

### 23 марта
23 марта англо-американские войска высадили десант на полуострове, что опровергло многочисленные уверения американских и британских военных о переходе полуострова под контроль войск антииракской коалиции ещё двое суток назад, после чего вступили в ожесточённый бой с иракскими войсками, защищающими остров.

### 24 марта
Иракская танковая бригада контратаковала коалиционные войска у Эль-Фао, но была отбита спецназом с многочисленными иракскими потерями в бронетехнике.
Лишь 25 марта коалиции удалось захватить полуостров, после чего началось разминирование акватории Умм-Касра.
Британская 7-я бронетанковая бригада выдвинулась к Басре, а американские войска начали наступление на Багдад без угрозы флангового удара со стороны иракских войск и их нападения на линии снабжения.